# Eomaia
Eomaia ("dávná matka") byl rod druhohorního savce z období spodní křídy, který žil před 125 miliony let. Byl formálně popsán v roce 2002 ze souvrství Yixianu v provincii Lioaning na severu Číny. Tento rod byl jedním z nejstarších savců, kteří již mají placentu či její obdobu. Do roku 2011 byla považována za nejstaršího známého placentálního savce (resp. savce z kladu Eutheria), a to až do objevu o 35 milionů let staršího rodu Juramaia. 

## Popis

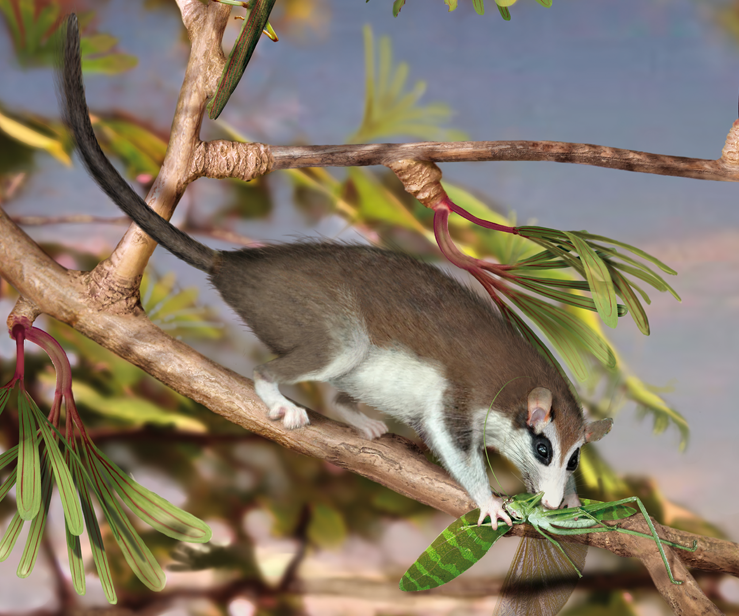
Rekonstrukce Eomaia scansoria

Eomaia byl drobný savec dlouhý jen kolem 10 cm a o hmotnosti asi 20 až 25 gramů. O délce a tvaru těla vypovídá dobře zachovaný holotyp. Měla poměrně hustou srst a stálou tělesnou teplotu. Podobné bylo také uspořádání kostí, a to jako v případě placentálů, Eomaia se však lišila stavbou chrupu a některými kosterními znaky na končetinách a na pánevním pletenci. Zřejmě ještě rodila nevyvinutá mláďata jako dnešní vačnatci. Živila se převážně hmyzem a jinými drobnými živočichy.